# باتريك دانيال نورتن
باتريك دانيال نورتن (بالإنجليزية: Patrick Daniel Norton)‏ هو محامي وسياسي أمريكي، ولد في 17 مايو 1876 في الولايات المتحدة، وتوفي في 14 أكتوبر 1953 في نفس البلد. حزبياً، نشط في North Dakota Republican Party ‏ والحزب الجمهوري. وقد انتخب عضو مجلس النواب الأمريكي.